# Coppa Primavera 1957
La Coppa Primavera fu un torneo giocato nel primo semestre del 1957 al posto del campionato rumeno di calcio.

## Storia
Nel 1950 il regime comunista rumeno, nella sua opera di uniformazione anche dello sport alle sue visioni, aveva ricalendirizzato il campionato di calcio sulla stagione sovietica basata sull'anno solare. Con l'ingresso della Federcalcio della Romania nella UEFA e il debutto dei suoi club nelle coppe europee tuttavia, tale organizzazione risultò scomoda e penalizzante per le squadre del paese balcanico. Nel 1957 si decise quindi di tornare al modello continentale, letteralmente saltando una stagione che venne sostituita da una veloce coppa una tantum.

## La coppa
Cupa Primaverii
Girone 1
```
1. Stiinta Timisoara          10   6  2  2  24-17  14
2. C.C.A. Bucuresti           10   6  1  3  29-13  13
3. Energia Ploiesti           10   4  2  4  19-22  10
4. Progresul Bucuresti        10   3  3  4  22-21   9
5. Dinamo Brasov              10   2  3  5  16-26   7
6. Energia Tirgu Mures        10   2  3  5  14-25   7
```

Girone 2                
```
1. Locomotiva Bucuresti       10   6  2  2  20-11  14
2. Energia Petrosani          10   4  3  3  15-18  11
3. Dinamo Bucuresti           10   4  2  4  21-15  10
4. Energia Brasov             10   4  2  4  14-12  10
5. Progresul Oradea           10   1  6  3  12-17   8
6. Flamura Rosie Arad         10   2  3  5  11-20   7
```

Finale: Locomotiva Bucuresti-Stiinta Timisoara 3-1 dts